# Klankenbos

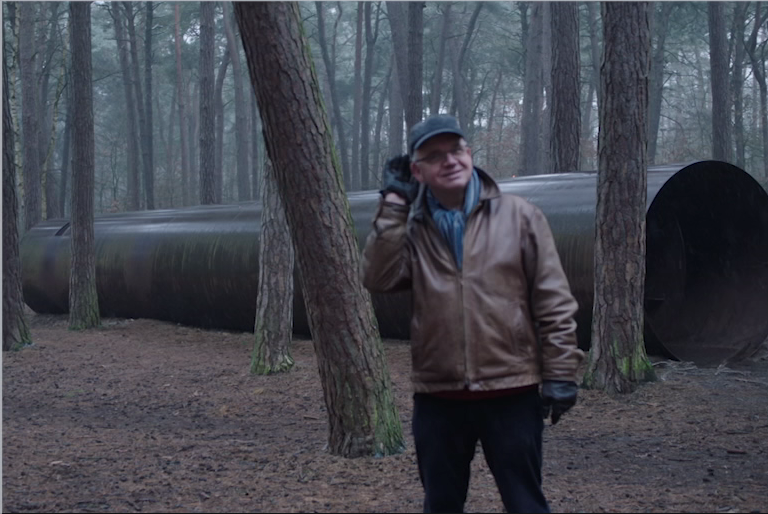
Gids bij het kunstwerk 'Oorsprong'

Klankenbos is een museum voor klankkunst in het Provinciaal Domein Dommelhof te Neerpelt in Belgisch Limburg. Het is de eerste permanente tentoonstelling van klankinstallaties in de openlucht ter wereld. Het museum kwam tot stand dankzij een subsidie van 100.000 euro van de Vlaamse Gemeenschap en 600.000 euro Europese steun in het kader van het Interreg III-programma voor grensoverschrijdende projecten. De collectie wordt uitgebaat door de organisatie Musica. Het onderhoud van het bos is de verantwoordelijkheid van de provincie Limburg. Naar eigen zeggen wordt ieder jaar een aantal kunstwerken toegevoegd.
Verscheidene kunstwerken maken gebruik van interacties met het publiek of natuurlijke geluidsbronnen of om geluiden (naderhand) georkestreerd af te spelen.

## Collectie
- Aandacht: Een rietvijvertje met een boom op het eiland in het midden, waarbij een van de planten zacht heen en weer wiegt, door klankkunstenaar Philipp Hawlitschek, 2018
- Chaise résonnante: Een houten bank die rust op een ingegraven kist met daarin een lithofoon van zes staven kalksteen. Als iemand op de bank gaat zitten trilt de lithofoon en daarmee ook de bank in de bovengrond. Dat maakt het geluid niet alleen hoorbaar, maar ook voelbaar. Door Tony Di Napoli, 2012
- Composed nature: 24 berken waarin een motor van een wasmachine hangt. Door naar een telefoonnummer te bellen, beginnen de motoren in bepaalde patronen te draaien, waardoor de bomen beginnen te trillen en het bladerdak begint te ruisen. Door Staalplaat Soundsystem & Lola landscape architects, 2012
- Het geheim van Horst: Installatie in de boomkruinen aan de ingang van het Dommelhof dat het geroffel van een specht tegen een boomstam nabootst, door Horst Rickels, 2006
- Houses of Sound: Een communicatielijn van staaldraad en blikken tonnen tussen twee huisjes uit cortenstaal aan weerszijden van de Dommel, door Pierre Berthet, 2005
- Kanariestudio: Een volière met kanaries waarin microfoons het gezang van de vogels opnemen die vervolgens met toegevoegde digitale geluidseffecten worden weergegeven, door Paul Panhuysen, 2005
- Konversation: Een groep van zeven en een rij van vijf rode kasten die omgevingsgeluiden opnemen en afspelen. Door toeval ontstaan elke dag andere composities. Erwin Stache, 2006
- Liglicht: Een publieke zitbank die reageert op licht: wie er op gaat zitten, vermindert de lichtinval en dat beïnvloedt de klank die uit de bank komt (opnames van voorbijrazend verkeer met synthetische klanken), Laura Maes, 2015
- Het oor van Noach: Een houten schuit die in de Dommel dobbert en het geluid van de beek registreert, met daarop een groot oor in trompetvorm dat de klanken weergeeft, door Robert Lambermont, 2010
- Oorsprong: Een grote stalen pijp waarin onder lage druk wind geblazen wordt. Het principe is hetzelfde als dat van een fluit. Door Hans Van Koolwijk, 2007
- Schwungbumm: Een schommel die tegelijk speeltuig en een muziekinstrument is, met een stalen gong die toegevoegd is aan de bestaande houten structuur. Door Marius Buck, 2018
- Springtime in a small town: Stapel kisten met verschillende inhoud, zoals kopjes, kiezels, etc., die met elkaar verbonden zijn door veren. Door Peter Bosch en Simone Simons, 2006
- Tacet: Een geluidsarme glazen kubus die de bezoeker toestaat het bos te ervaren zonder het te horen. Door Heckenberg Architects en Paul Beuk, 2008
- Wind Zylinder: Een klankinstallatie die volledig gebruik maakt van de natuurlijk energie van de wind. Die zet twee halve stalen schijven, verschillende lamellen en klepels in beweging. Naargelang de windsterkte verschilt het geluidsbeeld. Door Bernward Frank, 2009
- Windribbon: Een messinglint van 0,8 mm dik en 1 cm breed, opgespannen tussen twee bomen. Het lint werkt als een snaar: trillingen en contactgeluiden worden opgevangen door contactmicrofoons en versterkt via een luidspreker. Replica van het kunstwerk dat Leif Brush in 1975 in zijn achtertuin bouwde, 2013
- Xylibraphon: Een groot slagwerkinstrument, ongeveer 2 kilometer buiten het Klankenbos, gemaakt voor meerdere spelers in openlucht met elementen van een xylofoon (hout), een lithofoon (steen) en een vibrafoon (metaal). Door Volker Staub, 2018